# Кастионе Маркези (Парма)
Кастионе Маркези је насеље у Италији у округу Парма, региону Емилија-Ромања.
Према процени из 2011. у насељу је живело 228 становника. Насеље се налази на надморској висини од 58 м.